# Giausar
Giausar eller Lambda Draconis (λ Draconis, förkortad Lambda Dra, λ Dra), som är stjärnans Bayer-beteckning, är en ensam stjärna i västra delen av stjärnbilden Draken. Den har en skenbar magnitud på 3,85 och är synlig för blotta ögat där ljusföroreningar ej förekommer. Baserat på parallaxmätning inom Hipparcosuppdraget på ca 9,8 mas, beräknas den befinna sig på ett avstånd av ca 333 ljusår (102 parsek) från solen.

## Nomenklatur
Lambda Draconis har det traditionella namnet Giausar (även skrivet som Gianfar, Giansar och Giauzar ) och Juza.
År 2016 organiserade Internationella astronomiska unionen en arbetsgrupp för stjärnnamn (WGSN) med uppgift att katalogisera och standardisera riktiga namn för stjärnor. WGSN fastställde i februari 2017 namnet Giausar för Lambda Draconis, vilket nu ingår i IAU:s Catalog of Star Names.

## Egenskaper
Lambda Draconis är en orange till röd jättestjärna av spektralklass M0 III-IIIa Ca1, är en utvecklad stjärna på den asymptotiska jättegrenen och har en massa som är ca 70 procent större än solens massa. Dess uppmätta vinkeldiameter, efter korrigering för randfördunkling, är 6,43 ± 0,07 mas, vilket på beräknat avstånd ger stjärnan en fysisk radie som är ca 53 gånger solens radie. Den avger ca 834 gånger mer energi än solen från dess fotosfär vid en effektiv temperatur på ca 4 000 K.
Lambda Draconis är en misstänkt, halvregelbunden variabel med en period av ca 1 100 dygn.